# فريزر تي سميث
فريزر ثورنيكروفت سميث (بالإنجليزية: Fraser Thorneycroft Smith)‏ (من مواليد 8 فبراير 1971 في باكينغهامشير، إنجلترا، المملكة المتحدة) والمعروف ب فريزر تي سميث (بالإنجليزية: Fraser T. Smith)‏ هو منتج موسيقي وعازف وكاتب أغاني بريطاني ومن بين الأغاني الفردية التي كتبها وأنتجها «اضرم النار في المطر» (Set Fire To The Rain) مع المغنية أديل عام 2010.[بحاجة لمصدر]
بالإضافة إلى عمله مع العديد من الفنانين كسام سميث ، دريك ، جيمس موريسون وبريتني سبيرز وكايلي مينوغ.

## الألبومات
أصدر فريزر و ريك ويكمان ألبومهما الأول في عام 1 ديسمبر 1995 من طرف شركة بينيكال تحت عنوان سيرك سريالية (Cirque Surreal).
وفي عام 1996 أصدر فريزر و ديف كيلمينستر ألبومهما الثاني تحت عنوان يلعب بنار (Playing with Fire).

## الجوائز و الترشيحات
في عام 2011 رشح فريزر تي سميث لجائزة غرامي لألبوم العام عن كتابة وإنتاج أغنية Set Fire To The Rain وإنتهت بفوزه بجائزة غرامي.
ورشح أيضا في عام 2014 لجائزة جرامي لألبوم العام عن كتابة وإنتاج أغنية Not in That Way ولكنه لم يفز.
فاز فريزر بجوائز بريت لأفضل منتج عن إنتاج ألبوم Gang Signs & Prayer في عام 2018

## وصلات خارجية
- فريزر تي سميث على موقع IMDb (الإنجليزية)
- فريزر تي سميث على موقع ميوزك برينز (الإنجليزية)
- فريزر تي سميث على موقع أول ميوزيك (الإنجليزية)
- فريزر تي سميث على موقع ديسكوغز (الإنجليزية)

- الموقع الرسمي
- فريزر تي سميث في قاعدة بيانات الأفلام على الإنترنت
- فريزر تي سميث في أول ميوزيك